# 瑪斯 (外交官)
瑪斯（西班牙語：Sinibaldo de Mas，1809年—1868年11月）是19世紀西班牙的知名外交官、冒險家和詩人。他於1809年在西班牙巴塞羅那出生，1868年11月在馬德里逝世。他曾擔任西班牙駐華公使。
瑪斯是西班牙第一位派到中國的外交官，促成西班牙首次與中國簽訂條約，以及西班牙首次在清朝首都北京建立使館。
1868年8月22日，清廷委託對澳門情況極為熟悉的卸任西班牙公使瑪斯和中國海關總稅務司總司赫德的屬下金登幹（James Duncan Campbell）出使葡萄牙，秘密談判贖買澳門事宜。清廷計畫用100萬兩白銀撥歸葡萄牙換取葡萄牙在澳門撤軍及交出炮台，以此贖回澳門的管轄治理權，並給了瑪斯30萬白銀作為活動經費。史稱「埃米利計畫（Emily Project）」。11月瑪斯於馬德里病故，事情未成。